# Сахана Прадхан
Сахана Прадхан (Асон, 17. јун 1927 — Катманду, 22. септембар 2014) била је непалска политичарка из породице Невар која је живела у Катмандуу. Постала је министар спољних послова Непала, 16. априла 2008. године.

## Биографија
Била је удата за комуниста Сталварта Пуспа Лас срести који је био водећа фигура у Комунистичкој партији Непала. Када је њен муж умро, Сахана је постала лидер странке. Постала је и председник Комунистичке партије Непала. На тој позицији је остала све до распада партије. Умрла је од излива крви у мозак, 22. септембра 2014. године у доби од 87 година.